# اتحادیه گمرکی بلاروس-روسیه

توافقنامه ۱۹۹۵ در مورد اتحادیه گمرکی دوجانبه بین روسیه و بلاروس و توافقنامه ۱۹۹۵ در مورد اتحادیه گمرکی دوجانبه بین قزاقستان و قلمرو گمرکی مشترک روسیه و بلاروس در پایگاه داده معاهدات بین‌المللی اتحادیه اقتصادی اوراسیا.

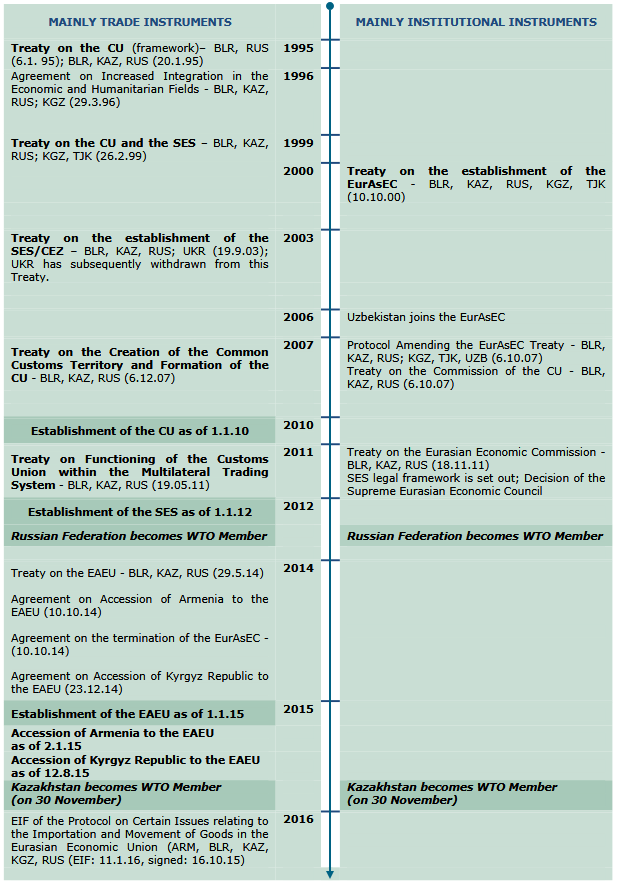
جدول زمانی ادغام در اتحادیه اقتصادی اوراسیا از گزارش سازمان تجارت جهانی.

موافقتنامه اتحادیه گمرکی بین فدراسیون روسیه و جمهوری بلاروس (Соглашение о Таможенном союзе между Российской Федерацией и Республикой Беларусь от ۶ января ۱۹۹۵ года) در مینسک در ۶ ژانویه ۱۹۹۵ بین دولت جمهوری فدرال روسیه و دولت جمهوری فدرال روسیه منعقد شد. بلاروس اثر سرگئی لینگ در دو نسخه اصلی به زبان‌های روسی و بلاروسی، که هر دو متن از اعتبار یکسانی برخوردارند. طبق وب‌سایت اتحادیه اقتصادی اوراسیا، «تا حدی که با معاهده اتحادیه اقتصادی اوراسیا مورخ ۲۹ مه ۲۰۱۴ مغایرت نداشته باشد، اعمال می‌شود». امین اسناد، جمهوری بلاروس و فدراسیون روسیه هستند.
با این حال، یک اتحادیه گمرکی بدون تعرفه خارجی مشترک، یک اتحادیه گمرکی واقعی نیست، بنابراین راه‌اندازی کامل اتحادیه گمرکی تنها در ۱ ژانویه ۲۰۱۰ انجام شد. یک نشریه صندوق بین‌المللی پول در سال ۲۰۰۴ خاطرنشان کرد که این یک اتحادیه گمرکی (که نیاز به تعرفه خارجی مشترک دارد) نیست، بلکه یک منطقه تجارت آزاد (از سال ۲۰۰۴) است.
دولت متحد روسیه و بلاروس به عنوان هسته ادغام در اتحادیه اقتصادی اوراسیا و ادغام اقتصادی پس از شوروی توصیف می‌شود.

## پیشینه
طبق ماده ۷ توافقنامه ایجاد کشورهای مستقل مشترک المنافع مورخ ۸ دسامبر ۱۹۹۱، طرف‌های عالی متعاهد اعلام می‌کنند که از طریق نهادهای هماهنگ‌کننده مشترک، فعالیت‌های مشترک آنها شامل هماهنگی فعالیت‌های سیاست خارجی، همکاری در شکل‌گیری و توسعه فضای اقتصادی مشترک، بازارهای مشترک اروپایی و اوراسیا، در زمینه سیاست‌های گمرکی، در توسعه سیستم‌های حمل و نقل و ارتباطات، همکاری در زمینه حفاظت از محیط زیست، سیاست مهاجرت و مبارزه با جرایم سازمان‌یافته خواهد بود. طبق ماده ۵ توافقنامه‌های بلاوژا، طرف‌های عالی متعاهد تمامیت ارضی یکدیگر و مصونیت مرزهای موجود در کشورهای مستقل مشترک المنافع را به رسمیت شناخته و به آنها احترام می‌گذارند. آنها باز بودن مرزها، آزادی تردد شهروندان و آزادی اطلاعات در کشورهای مشترک المنافع را تضمین می‌کنند.
جمهوری‌های شوروی سابق که به کشورهای مستقل تبدیل شدند، بخشی از اقتصاد اتحاد جماهیر شوروی با استانداردهای فنی مشترک، زیرساخت‌های مشترک، نزدیکی سرزمینی، زنجیره‌های همکاری و میراث حقوقی مشترک بودند. کشورها از طریق امضای توافق‌نامه‌های بین‌المللی در مورد تجارت، همکاری اقتصادی و ادغام، می‌توانند به افزایش کارایی اقتصادهای خود که به دلیل فروپاشی اتحاد جماهیر شوروی آسیب دیده بود، دست یابند. در عین حال، همه کشورهای پساشوروی به اقتصاد بازار روی آورده‌اند، اصلاحات را اجرا کرده و تجارت و همکاری با اقتصاد جهانی را گسترش داده‌اند. در طول سه دهه گذشته، مذاکرات متعددی در مورد پروژه‌های پیشنهادی ادغام انجام شده است.

### معاهده ایجاد اتحادیه اقتصادی
در ۲۴ سپتامبر ۱۹۹۳، در جلسه شورای سران کشورهای مستقل مشترک المنافع (CIS) در مسکو، آذربایجان، ارمنستان، بلاروس، قزاقستان، قرقیزستان، مولداوی، روسیه، تاجیکستان و ازبکستان پیمان ایجاد اتحادیه اقتصادی را امضا کردند که با توافق بین‌المللی، قصد ایجاد یک اتحادیه اقتصادی را از طریق ایجاد گام به گام یک منطقه آزاد تجاری، اتحادیه گمرکی و شرایط برای جابجایی آزاد کالاها، خدمات، سرمایه و نیروی کار تقویت می‌کند. همه این کشورها این پیمان را تصویب کرده‌اند و در ۱۴ ژانویه ۱۹۹۴ لازم‌الاجرا شد. ترکمنستان و گرجستان در سال ۱۹۹۴ به این پیمان پیوستند و آن را تصویب کردند، اما گرجستان در سال ۲۰۰۹ از آن خارج شد. تعدادی سند و توافق‌نامه دیگر برای توسعه اتحادیه اقتصادی تصویب شد. به عنوان مثال، در ۲۱ اکتبر ۱۹۹۴، توافق‌نامه‌ای در مورد ایجاد اتحادیه پرداخت کشورها امضا شد و مسیرهای اصلی توسعه ادغام و یک طرح چشم‌انداز برای توسعه ادغام تصویب شد. هدف این اتحادیه ایجاد فضای اقتصادی مشترک مبتنی بر جابجایی آزاد کالاها، خدمات، نیروی کار، سرمایه؛ تدوین سیاست‌های هماهنگ پولی، مالیاتی، قیمتی، گمرکی و اقتصادی خارجی؛ گرد هم آوردن روش‌های تنظیم فعالیت اقتصادی و ایجاد شرایط مساعد برای توسعه روابط مستقیم تولید است. در ۱۵ آوریل ۱۹۹۴، «توافقنامه پیوستن اوکراین به اتحادیه اقتصادی به عنوان عضو وابسته» توسط آذربایجان، ارمنستان، بلاروس، قزاقستان، قرقیزستان، مولداوی، روسیه، تاجیکستان، ترکمنستان، ازبکستان، اوکراین و گرجستان امضا شد، اما به دلیل عدم تصویب توسط روسیه، اوکراین، ترکمنستان و گرجستان، اگرچه سایر کشورها آن را تصویب کردند، هرگز لازم‌الاجرا نشد.
کمیته اقتصادی بین ایالتی به عنوان یک نهاد هماهنگ‌کننده و اجرایی دائمی اتحادیه اقتصادی تأسیس شده است.

### توافق‌نامه ایجاد منطقه آزاد تجاری
در ۱۵ آوریل ۱۹۹۴، در جلسه شورای سران کشورهای مستقل مشترک المنافع (CIS) در مسکو، هر ۱۲ کشور پس از فروپاشی شوروی، توافقنامه بین‌المللی ایجاد منطقه آزاد تجاری را به منظور حرکت به سمت ایجاد یک اتحادیه اقتصادی امضا کردند. ماده ۱۷ همچنین قصد انعقاد یک توافقنامه تجارت آزاد در خدمات را تأیید کرد. ماده ۱ نشان داد که این «اولین مرحله از ایجاد اتحادیه اقتصادی» است، اما در سال ۱۹۹۹ کشورها توافق کردند که این عبارت را از توافقنامه حذف کنند.
در ۲۹ مارس ۱۹۹۴، نورسلطان نظربایف، رئیس‌جمهور قزاقستان، شکایت کرد که کشورهای مستقل مشترک المنافع ناکافی هستند و ادغامی را که کشورها به شدت به آن نیاز داشتند، فراهم نمی‌کنند. او پیشنهاد ایجاد اتحادیه کشورهای اوراسیا را به عنوان یک سازمان جدید کاملاً جدا از کشورهای مستقل مشترک المنافع ارائه داد. اتحادیه کشورهای اوراسیا به عنوان ترکیبی از اتحادیه اقتصادی و اتحادیه سیاسی پیشنهاد شد. برای اولین بار پیشنهاد شد که از نام «اوراسیا» برای یک اتحادیه اقتصادی به جای «اورآسیایی» یا «اورآسیایی» استفاده شود. تاریخچه اتحادیه اقتصادی اوراسیا به پیشنهاد نظربایف برمی‌گردد.

## اتحادیه گمرکی دوجانبه بین روسیه و بلاروس
به منظور اجرای پیمان ایجاد اتحادیه اقتصادی، در ۶ ژانویه ۱۹۹۵ روسیه و بلاروس توافقنامه‌ای در مورد اتحادیه گمرکی دوجانبه منعقد کردند. طرفین اعلام کردند که در چارچوب توافقنامه بین دولت فدراسیون روسیه و دولت جمهوری بلاروس در مورد رویه واحد برای تنظیم فعالیت‌های اقتصادی خارجی که در ۱۲ آوریل ۱۹۹۴ در مسکو امضا شد، به نتایج خاصی دست یافته‌اند.
در ۲۶ مه ۱۹۹۵، رئیس‌جمهور بلاروس ، الکساندر لوکاشنکو، و نخست‌وزیر روسیه ، ویکتور چرنومردین، پست مرزی در مرز بلاروس و روسیه را برچیدند. پس از آن، گمرک و کنترل مرزی لغو شد. اتحادیه گمرکی بین روسیه و بلاروس در ۳۰ نوامبر ۱۹۹۵ به اجرا درآمد.
طبق وب‌سایت اتحادیه اقتصادی اوراسیا، این توافق‌نامه در ۳۰ نوامبر ۱۹۹۵ برای بلاروس و روسیه، در ۳ دسامبر ۱۹۹۷ برای قزاقستان و در ۲۷ ژوئن ۲۰۰۲ برای تاجیکستان لازم‌الاجرا شد.

## الحاق قزاقستان

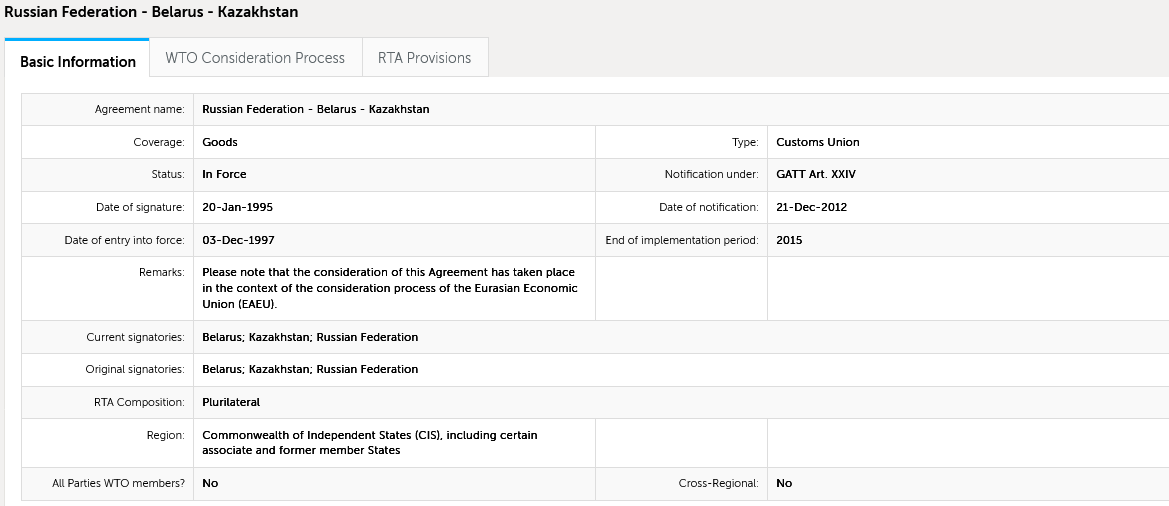
پایگاه داده توافق‌نامه‌های تجاری منطقه‌ای سازمان تجارت جهانی.

قزاقستان در ۲۰ ژانویه ۱۹۹۵ الحاق را امضا کرد و این توافق‌نامه در ۳ دسامبر ۱۹۹۷ برای قزاقستان لازم‌الاجرا شد.
طبق وب‌سایت اتحادیه اقتصادی اوراسیا، این توافق‌نامه در ۳ دسامبر ۱۹۹۷ برای قزاقستان، بلاروس و روسیه و در ۲۷ ژوئن ۲۰۰۲ برای تاجیکستان لازم‌الاجرا شد.

## اتحادیه گمرکی جامعه اقتصادی اوراسیا
جامعه اقتصادی اوراسیا که در سال ۲۰۰۰ تأسیس شد، مسئولیت اجرای توافق‌نامه‌های قبلی را بر عهده گرفته، نهادهای فراملی ایجاد کرده و سرانجام اتحادیه گمرکی را که مدت‌ها به تعویق افتاده بود، در سال ۲۰۱۰ راه‌اندازی کرد.
اتحادیه گمرکی روسیه، بلاروس و قزاقستان در ابتدا در تاریخ ۱ ژانویه ۲۰۱۰، همزمان با اجرای تعرفه خارجی مشترک (CET)، به عنوان اتحادیه گمرکی جامعه اقتصادی اوراسیا، به اجرا درآمد.
تاریخ راه‌اندازی اتحادیه گمرکی در سال ۲۰۱۰، در نتیجه تصمیمی در مورد قلمرو گمرکی مشترک، CET و تشکیل اتحادیه گمرکی، در سال ۲۰۰۷ تعیین شد. کشورهای بنیان‌گذار آن بلاروس، قزاقستان و روسیه بودند.